# Dietmar Lutz
Dietmar Lutz (* 23. Juli 1941 in Marienburg, Westpreußen) ist ein deutscher Jurist und Herausgeber.  

## Leben
Dietmar Lutz absolvierte ein Jurastudium, u. a. an der Universität Kiel, wo er promoviert wurde. 1970 begann er seine berufliche Laufbahn im hamburgischen Justizdienst. Er war von 1971 bis 1973 Sekretär der Staatshaftungsrechtskommission. 1972 wurde er Regierungsrat und 1973 Oberregierungsrat im Bundesministerium des Innern.
Lutz war Mitglied des Stadtparlaments Elmshorn,  ab 1973 Erster Stadtrat und von 1980 bis 1989 Bürgermeister der Stadt Elmshorn.
1989 wurde er als Ministerialdirigent stellvertretender Staatssekretär im Innenministerium von Schleswig-Holstein, wo er zunächst die Polizeiabteilung und ab 1995 die Abteilung für Verfassungsrecht leitete. Zudem war er von 1995 bis 2006 Landeswahlleiter von Schleswig-Holstein. 2006 wurde er pensioniert.
Lutz gab 2006 Die Goldene Bulle von 1356 in Latein mit deutscher Übersetzung heraus. 2010 folgte ein Buch über den Westfälischen Frieden und den Jüngsten Reichsabschied von 1654. 

## Veröffentlichungen
- Probleme der Pfandentstrickung. Dissertation an der Universität Kiel, Gießen 1969
- Reform des Staatshaftungsrechts – Kommissionsbericht, Bundesministerien der Justiz und des Innern, Oktober 1973
- Die Goldene Bulle. Das vornehmste Verfassungsgesetz des Heiligen Römischen Reichs Deutscher Nation, 650 Jahre nach seiner Verabschiedung auf den Reichstagen in Nürnberg und Metz. Schmidt-Römhild, Lübeck 2006, ISBN 3-7950-7034-1.
- Westfälischer Friede und Jüngster Reichsabschied. Versuch einer Verfassungs- und Justizreform nach dem Dreißigjährigen Krieg. Schmidt-Römhild, Lübeck 2010, ISBN 978-3-7950-7077-9.